# Krementxuk
Krementxuk (en ucraïnès: Кременчук, en rus: Кременчуг) és una vila industrial de l'óblast de Poltava, a Ucraïna.

## Geografia
Krementxuk es troba aigües avall de l'embassament de Krementxuk i aigües amunt de l'embassament de Dniprodzerjinsk sobre el Dnièper. La vila s'estén principalment sobre la riba esquerra del riu, però està unida al barri de Kríukiv, sobre la riba dreta, pel pont de Kríukiv. Es troba a 93 km al sud-oest de Poltava i a 256 km al sud-est de Kíiv.

## Història
En el territori de la ciutat de Krementxuk es van trobar rastres de presència humana que daten del segle V abans de Crist. La data exacta de la fundació de la moderna ciutat de Krementxuk és incerta. En un document polonès de l'any 1571, el rei de Polònia Segimon II va decidir construir un fort a l'emplaçament de l'actual ciutat per tal defensar aquesta frontera zona oriental del domini d'influència polonès contra els tàrtars. Però és possible que la fortalesa no hagi estat construïda fins al 1596. El 1625, es va signar el tractat de Kurukove, al llac Kurukove, prop de Krementxuk, entre els cosacs i els polonesos. La fortalesa va ser ampliada al 1635 per l'enginyer francès Guillaume Levasseur Bonplan.
Situat a l'extrem de la part navegable del Dnièper Krementxuk també gaudeix d'una posició favorable en una cruïlla entre Moscòvia i la mar Negra. Per tant, va adquirir una importància comercial ben d'hora i a mitjans del segle xvii era una rica vila cosaca. Al segle xviii, la ciutat, que es trobava a la zona fronterera entre Polònia i el Kanat de Crimea sotmès a l'Imperi Otomà, pateix cada vegada més la influència de l'Imperi Rus, en expansió cap al sud. Entre el 1765 i el 1789, la vila es va convertir en part de la província de Nova Rússia, després del 1784 formà part de la província de Iekaterinoslav. Durant la guerra russoturca del 1787-1792 Krementxuk va ser un important punt de suport per a l'exèrcit rus, però el seu paper polític va declinar a finals del segle xviii quan fou degradada al rang de ciutat principal del districte. El 1802, fou lligada a la Gubèrnia de Poltava.
En termes econòmics, però, la ciutat llavors va experimentar un fort creixement en les seves activitats industrials i comercials, que es veieren reforçades per la connexió a la xarxa ferroviària i la construcció del pont de ferrocarril a través del Dnièper el 1873. Al cens del 1897, la ciutat tenia 63.007 habitants, dels quals els jueus representaven gairebé la meitat (46,9%) per davant dels ucraïnesos (30,1%), els russos (19,3%), els polonesos (1,7%) i els alemanys (0,7%).
Durant Segona Guerra Mundial, Krementxuk ser ocupada per l'Alemanya Nazi del 9 de setembre del 1941 al 29 de setembre del 1943. Milers d'habitants de la ciutat van morir durant l'ocupació, entre els quals gairebé tots els jueus. Més del 90 per cent dels edificis i establiments van ser destruïts així com el pont sobre el Dnièper. Després de la guerra i la reconstrucció, la ciutat va continuar el seu desenvolupament industrial.

## Demografia

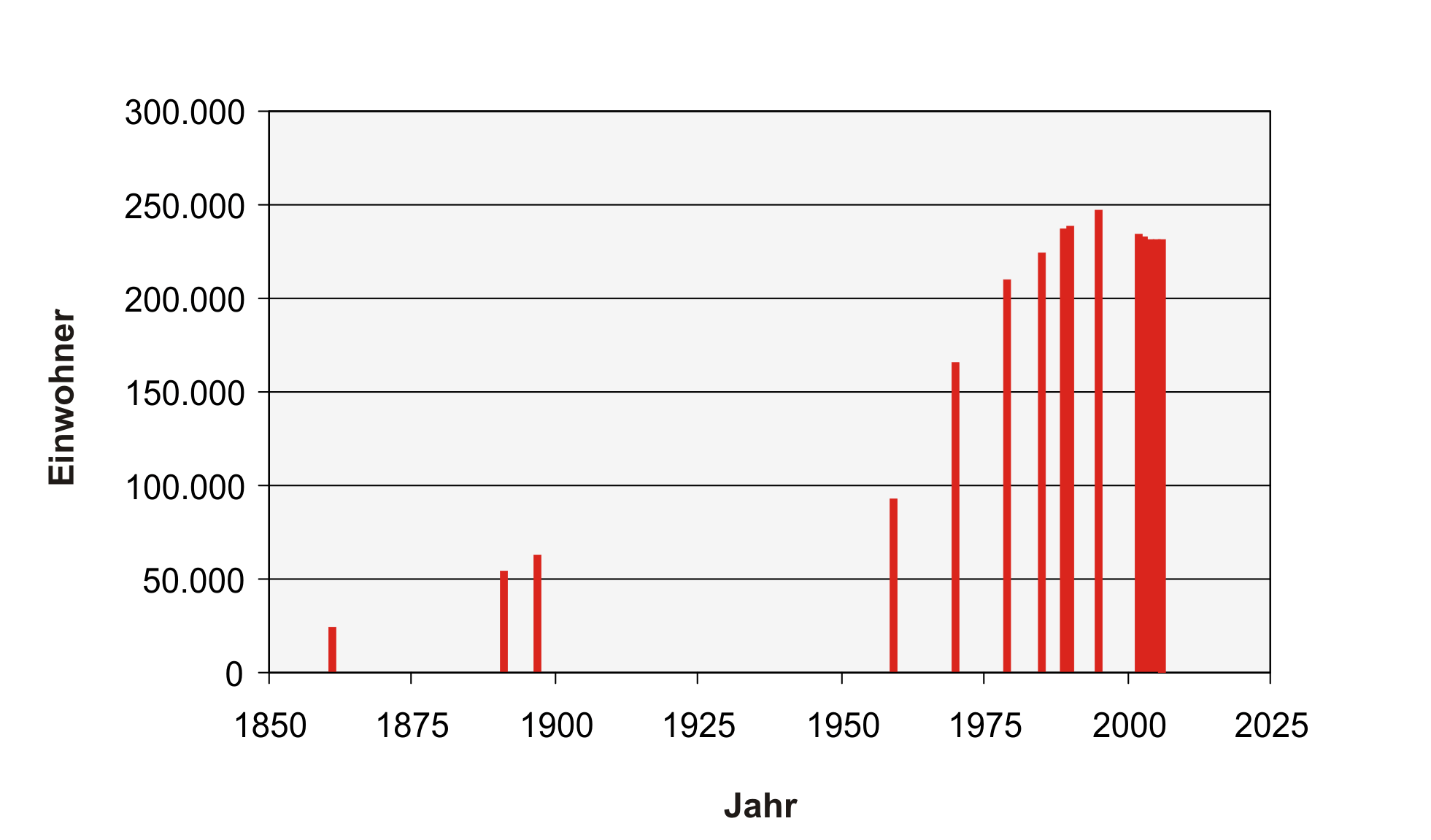
Evolució demogràfica.

| 1866   | 1873    | 1897    | 1911    | 1920    | 1926    | 1939    |
| ------ | ------- | ------- | ------- | ------- | ------- | ------- |
| 20 000 | 37 600  | 58 600  | 72 900  | 74 400  | 57 300  | 89 600  |
| 1959   | 1970    | 1979    | 1989    | 1995    | 2001    | 2005    |
| 86 000 | 148 000 | 210 000 | 236 495 | 248 000 | 234 073 | 231 202 |

## Economia, educació i transports
Econòmicament els sectors més importants per a la ciutat són la construcció d'automòbils i el processament de petroli, sent un lloc important en la ruta dels oleoductes i gasoductes. Per sobre de la ciutat hi ha una gran presa al curs del Dniéper, que forma l'embassament de Krementxuk. A la presa hi ha una central hidroelèctrica i prop d'aquesta, una central termoelèctrica. El 2005 la producció de la ciutat representava el 7% de l'economia del país i més del 50% a la de l'óblast.
Les principals empreses de Krementxuk són:
- KVSZ o OAO Kriukovski vagonostroitelnyi zavod (en rus: ОАО Крюковский вагоностроительный завод): empresa fundada el 1874 que produeix diferents tipus de vagó, contenidors, escales mecàniques, etc. Donava feina a 6.800 treballadors el 2007.[2]
- KrAZ o Kremenchugski avtomobilny zavod (en rus: Кременчугский автомобильный завод) : principal constructor de camions d'Ucraïna, avui associada a Iveco, una filial de Fiat. Donava feina a 6.650 treballadors el 2007.[3]

(Vegeu KP3).
- KrKZ o Krementxutski koliski zavod (en ucraïnès: Кременчуцький Колісний Завод) : fundada el 1961, fabrica llandes d'acer per a automòbils i maquinària agrícola. El 2007 donava feina a 2.980 treballadors.[4]
- Kredmatx o Krementxugski zavod dorojnikh maixin (en rus: Кременчуцький Завод Дopoжныx maшин): fabrica maquinària i equipaments per a obres públiques. Donava feina el 2007 a 2.800 treballadors.[5]
- Ukrtatnafta : la més important refineria de petroli d'Ucraïna (capacitat: 18 milions de tones per any). Donava feina a 4.400 treballadors el 2007.[6]

Com a indústria lleugera destaquen el sector tabaquer, el de confecció i punt, el del processament de carn i llet.
A Krementxuk hi ha dos universitats amb uns 16.000 alumnes en total: 
- Universitat Politècnica de l'Estat
- Universitat privada d'economia, tecnologies de la informació i direcció.

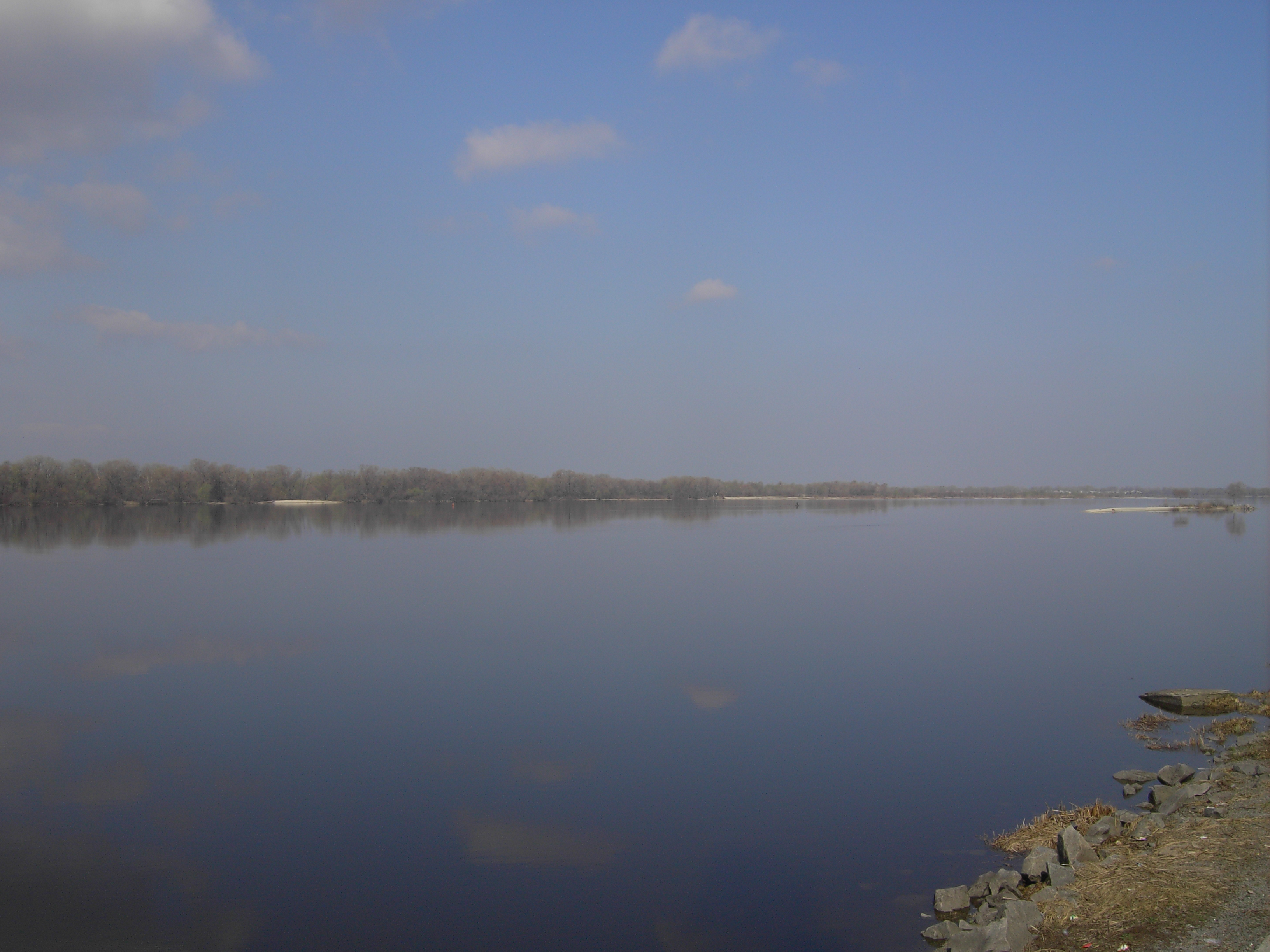
El Dnièper prop de Krementxuk.

Prop de la ciutat hi ha una de les més importants interseccions de ferrocarrils i carreteres d'Ucraïna central, pel pont sobre el Dnièper, així com un dels ports fluvials principals del Dnièper, el principal riu d'Ucraïna.

## Personalitats
- Lloc de naixement del pianista i compositor Leo Ornstein (1892-2002)
- Lloc de naixement del compositor Dimitri Tiomkin (1894-1979)

## Ciutats agermanades
- Bydgoszcz, Polònia
- Svixtov, Bulgària
- Bila Tserkva, Ucraïna
- Bítola, Macedònia
- Novomoskovsk, Rússia
- Snina, Eslovàquia

## Galeria
|  |  |  |  |

|  |  |  |